# Zerocalcare
Zerocalcare, vlastním jménem Michele Rech (12. prosince 1983, Cortona) je italský kreslíř a autor komiksů.

## Biografie
Michele Rech se narodil do italsko-francouzského manželství a vlastní tak dvě občanství. Své rané dětství prožil ve Francii. Když se rodina vrátila do Itálie, usadila se v Římě, ve čtvrti Rebibbia, na kterou je autor citově velmi vázaný, důkazem je její všudypřítomnost v jeho tvorbě. Po přistěhování se do Říma byl Michele zapsán matkou na francouzské lyceum (Lycée Chateaubriand de Rome), aby zůstal v kontaktu s francouzským jazykem a kulturou. Doufaje, že by mohl využít svých jazykových znalostí, se po dokončení lycea zapsal na lingvistická studia, aby se mohl v budoucnu živit překladatelstvím. Tento obor ho ale nenaplňoval a jelikož se už v té době věnoval tvorbě komiksu, zanechal studia jazyků a zapsal se na Římskou školu komiksu (Scuola romana dei fumetti). Od svých čtrnácti let navštěvoval squaty, kde přišel do kontaktu s punkovou kulturou. Kreslil booklety na CD pro punkové skupiny či fanziny. První jeho komiksový počin z roku 2003, La nostra storia alle sbarre, pojednává o nepokojích a policejnímu zásahu během summitu G8 v Janově v roce 2001, kterých byl přímým svědkem. Od roku 2005 spolupracoval s dnes již nefungujícími levicově zaměřenými periodiky: Liberazione, Carta, nebo přílohou XL deníku la Repubblica. Než se stal kreslířem komiksů z povolání, pracoval na římském letišti Fiumicino, kde zaznamenával do statistik pohyb cestujících.

## Tvorba
Zlom v jeho kariéře nastal v roce 2011, když za pomoci jiného významného kreslíře Marca D'Ambrosia (známého pod pseudonymem Makkox) publikoval svoji první komiksovou knihu La profezia dell'armadillo, která se v krátkém čase stala prvním bestsellerem v žánru graphic novel na území Itálie. O rok později byla kniha publikována milánským nakladatelstvím Bao Publishinga o 7 let později byl na motivy knihy natočen stejnojmenný film, který byl představen na 75. Benátském filmovém festivalu. Autorův styl je od začátku postaven na ironii a sebereflexi, bohatým citováním popkulturních prvků a psaním v římském dialektu. Vyprávění jsou z větší části autobiografická. V žádném z vyprávění pak Zerocalcare nevynechává Armadilla, jeho kamaráda pásovce, jenž zosobňuje autorův vnitřní hlas. Roku 2012 vyšla i další kniha s názvem Un polpo alla gola, v níž rozděluje své dospívání na tři období ovlivňována různými postavami: na rané dětství ve kterém k němu promlouvali He-Man či Darth Vader, v pubertě Kurt Cobain, Joe Strummer a Che Guevara a v dospělosti pak tři malá prasátka Walta Disneyho. Inspirován francouzskou komiksovou produkcí a pobídnut kolegou Makkoxem, začal od roku 2011 publikovat svá krátká komiksová vyprávění také na blogu zerocalcare.it, kam každé druhé pondělí přidává nový příběh. V roce 2013 jsou tyto příběhy shrnuty do jedné knihy: Ogni maledetto lunedì su due. Ve stejném roce vyšlo i Dodici, krátký fantasy příběh, který se odehrává v rozpětí 12 hodin ve čtvrti Rebibbia napadené zombie. Rok 2014 byl pro kariéru Michele Recha dalším pomyslným posunutím mezi italskou literární elitu, když byla vydána kniha Dimentica il mio nome, která vypráví o třech generacích jeho rodiny. Autor si v momentě úmrtí jeho francouzské babičky uvědomí svojí dospělost a za pomoci reálných a smyšlených příběhů mapuje časy tří generací jeho rodiny. Kniha získala ocenění Kniha roku od posluchačů pořadu Fahrenheit, na rádiové stanici Rai Radio 3, zaměřeného na literaturu. V roce 2015 Zerocalcare získal za tuto knihu druhé místo v Ceně Strega v kategorii mladých autorů. Ve stejný rok vyšel další souhrn krátkých vyprávění z blogu do jedné knihy pod názvem L'elenco telefonico degli accolli. Rok 2015 přinesl do jeho tvorby nový žánr. Tím byla komiksová reportáž. Zerocalcare se vydal do turecko-syrského pohraničí, kde probíhali boje o Kobani. Formou komiksu publikovaném v časopise Internazionale přinášel svědectví kurdských bojovníků z lidových obranných jednotek a tamních obyvatel. Roku 2016 vyšla tato komiksová reportáž knižně jako Kobane Calling s dalšími příběhy z jeho druhé cesty do oblasti Rojavy. Kniha je mixem autorova charakteristického humoru a válečných faktů. Dočkala se také divadelního zpracování na Lucca Comics & Games 2018 (Veletrh komiksu a her města Lucca). Na mezinárodním festivalu komiksu 2017 v Neapoli (COMICON - Salone Internazionale del Fumetto) získala Kobane Calling Micheluzziho cenu za nejlepší komiksový počin roku. V listopadu 2017 vyšla první část dvoudílné knihy Macerie prime, ke které v květnu 2018 přibyl díl druhý. Macerie prime pojednávají o ideologickém selhávání a životních útrapách Italů narozených po roce 1980.

### Souhrn díla

#### Knihy
- La profezia dell'armadillo, Edizioni Graficart, 2011
- La profezia dell'armadillo – Colore 8 bit, BAO Publishing, 2012
- La profezia dell'armadillo. Artist edition, BAO Publishing, 2017
- Un polpo alla gola, BAO Publishing, 2012
- Un polpo alla gola. Nuova edizione deluxe, BAO Publishing, 2019
- Ogni maledetto lunedì su due, BAO Publishing, 2013
- Dodici, BAO Publishing, 2013
- Dimentica il mio nome, BAO Publishing, 2014
- L'elenco telefonico degli accolli, BAO Publishing, 2015
- Kobane Calling, BAO Publishing, 2016
- Macerie prime, BAO Publishing, 2017
- Macerie prime – Sei mesi dopo, BAO Publishing, 2018
- Scavare fossati. Nutrire coccodrilli, BAO Publishing, 2018

#### Příspěvky do novin a časopisů
- Kobane Calling, časopis Internazionale, číslo 1085, 16. ledna 2015, str. 33-74
- Ferro e piume, časopis Internazionale, číslo 1122, 2. října 2015, str. 47-74
- Groviglio, deník La Repubblica, 24. prosince 2016, str. 69
- Questa non è una partita a bocce, časopis l'Espresso, 14. ledna 2018

#### Filmový scénář
La profezia dell'armadillo, 2018

## Výstava
Národní muzeum a centrum současného umění a architektury MAXXI v Římě věnovalo tvorbě Michele Recha od 7. května 2018 do 31. 3. 2019 velkou výstavu shrnující celou jeho dosavadní tvorbu. K této příležitosti vydalo nakladatelství Bao Publishing také katalog se jménem výstavy Scavare fossati · Nutrire coccodrilli